# Guillaume II (abbé de Clairvaux)
Pour les articles homonymes, voir Guillaume II.
Le bienheureux Guillaume de Dongelberg (latin : Guilelmus Dongelbergius) (né à Dongelberg en Belgique à la fin du XIIe siècle - mort en 1242) est un moine cistercien belge. Il sera successivement abbé de Villers et abbé de Clairvaux. Dans l'Ordre cistercien il est liturgiquement commémoré le 30 septembre.

## Biographie

### Jeunesse et engagement religieux
Ayant mené une existence de débauche dans sa jeunesse, il eut la vision d’un ange qui lui conseilla de changer d’existence pour ne pas griller en enfer. Il se bâtit un ermitage près de Morlanwelz qui se transforma en communauté monastique: c'est l’abbaye de l’Olive (ou de l'Hermitage) située à Mariemont dans le diocèse de Cambrai, qui s'affilia à l'ordre de Cîteaux. 

### Abbé de Villers et de Clairvaux
D'abord prieur de l'abbé de Villers, il fut élu abbé de l'abbaye qu'il dirigea de 1221 à 1237. C'est pendant son administration que furent fondées les deux abbayes filles, l'abbaye de Grandpré, dans le comté de Namur et l'abbaye de Saint-Bernard, près d'Anvers. 
Il est élu abbé de Clairvaux sous le nom de Guillaume II de 1238 à 1239. 

### Mort
Il meurt en 1242 dans les circonstances suivantes : 
« Il fut du nombre des abbés cisterciens arrêtés par ordre de l'empereur Frédéric II quand ils se rendaient à Rome près du pape, au concile général appelé par ce dernier... Frédéric les mit en liberté sur la demande de Saint-Louis, mais Guillaume n'était plus, il venait de mourir dans sa prison. Ses compagnons ne rapportèrent à Clairvaux qu'un cadavre. Lorsque l'on dépouilla le corps de Guillaume pour le laver, on le vit entouré d'une lumière miraculeuse. Son âme apparut resplendissante de gloire à une sainte femme... »

## Anecdote
Son nom en wallon « wyinme » (Wilhem) signifie « cocu ». Il est le protecteur des maris trompés.